# Peterbald
Peterbald är en kattras som bland annat kännetecknas av att den har många olika pälsar och kan även vara helt naken.
Rasen är av orientalisk typ, och skiljer sig från andra hårlösa katter, såsom sphynx och don sphynx genom att den har samma kroppsform och temperament som siamesen och de andra orientaliska kattraserna i raskategori IV. Peterbald uppstod i Sankt Petersburg efter en parning mellan två katter av raserna don sphynx och orientaliskt korthår och godkändes preliminärt av FIFe år 2007.
Den har en öppen stambok för avel på flera syskonraser och alla färger och mönster är tillåtna. 